# Trauernde Frau

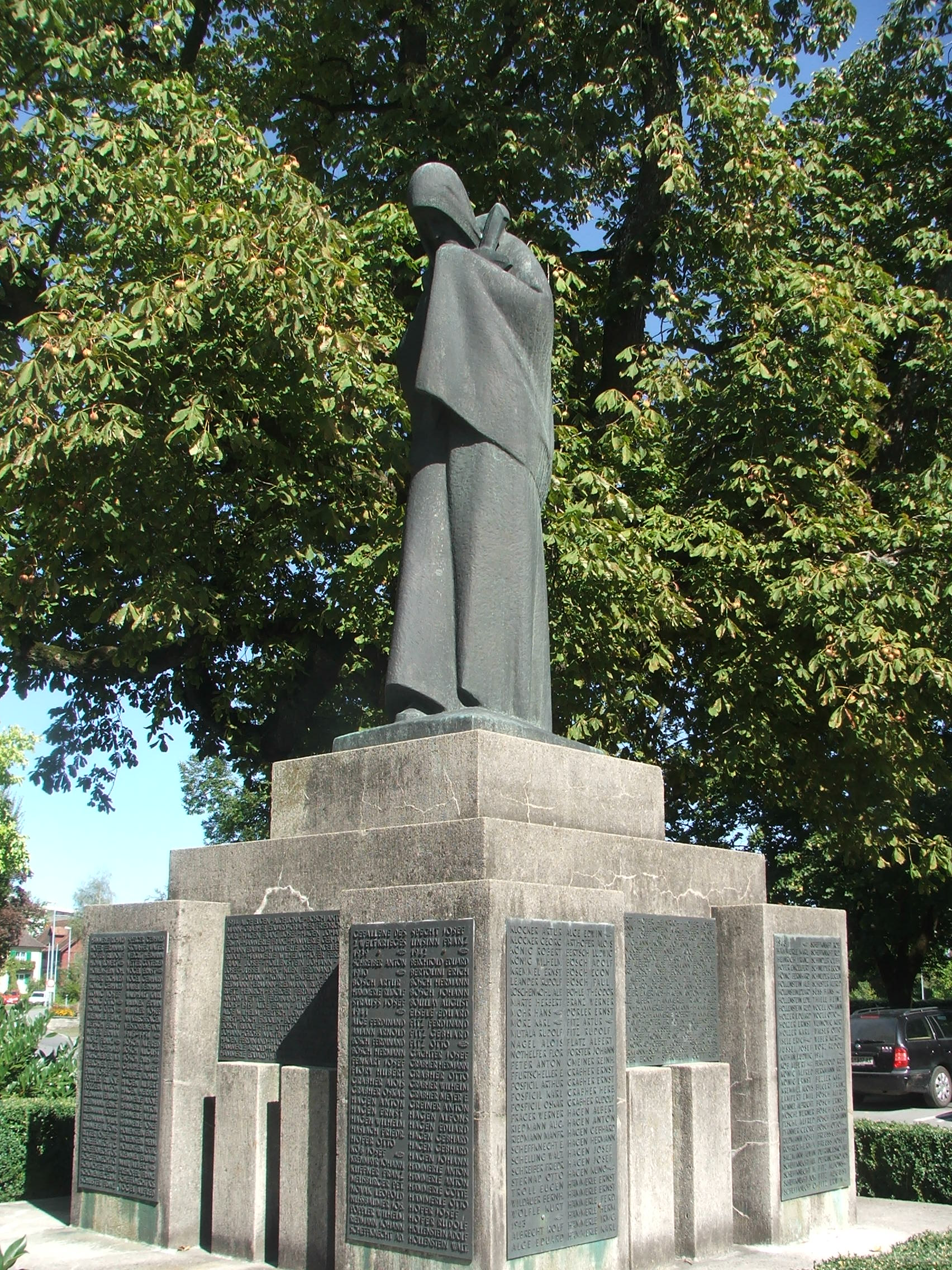
Lustenauer Kriegerdenkmal (2011)

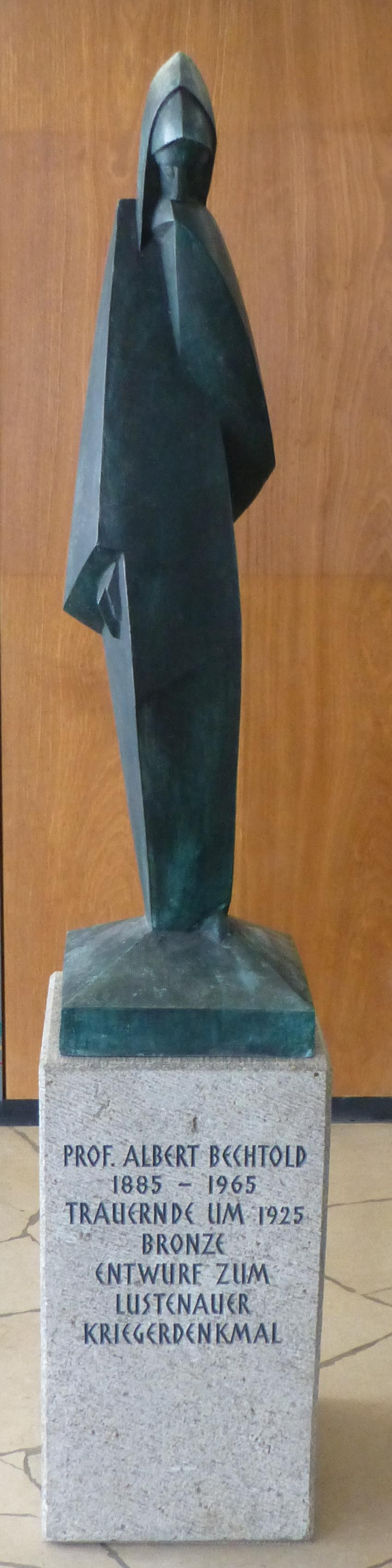
Ursprünglicher Entwurf aus dem Jahre 1925

Trauernde Frau ist der Name des Lustenauer Kriegerdenkmals. Es handelt sich um eine rund drei Meter hohe Bronzestatue auf einem 2,5 Meter hohen Steinsockel. Sie wurde 1932 ursprünglich zum Gedenken an die Gefallenen des Ersten Weltkrieges an der Ostseite der Pfarrkirche St. Peter und Paul aufgestellt. Später wurden die Namen der Gefallenen des Zweiten Weltkrieges ergänzt. Die von Albert Bechtold geschaffene Statue ist eines der wenigen Kriegerdenkmäler in Vorarlberg, die nicht das Heldentum, sondern das Leiden des Krieges in den Vordergrund stellen. Sie steht unter Denkmalschutz (Listeneintrag).

## Geschichte
Im April 1925 beauftragte die Lustenauer Gemeindevertretung ein eigens gegründetes Kriegerdenkmalkomitee, einen geeigneten Standort für ein Kriegerdenkmal festzulegen. Nach Diskussion mehrerer Varianten fiel die Wahl auf einen Platz zwischen dem Rathaus und der damals noch einzigen Pfarrkirche Lustenaus. Albert Bechtold erstellte mehrere Entwürfe, darunter eine im Vergleich zum später tatsächlich erstellten Denkmal sehr kantige trauernde Frau.
In einer Gemeindevertretungssitzung am 29. April 1926 wurden Bechtolds Vorschläge diskutiert. Während sich die Künstlerin Stephanie Hollenstein und der Pfarrer Gebhard Baldauf für die damals sehr modernen Entwürfe aussprachen, lehnten einige Gemeinderäte die für sie unverständliche Kunst ab. Eduard Alge führte aus, man sollte, „um das Denkmal zu verstehen, nicht zuerst die Darlegung des Künstlers benötigen. Eine solche Kunst wirke unverständlich, und es biete niemand die Gewähr, daß diese moderne Kunst von Bestand sein werde.“ Er setzte sich auch dafür ein, dass auf dem Lustenauer Kriegerdenkmal nach Dornbirner Vorbild die Worte „Mein ist die Vergeltung“ angebracht sein sollten.
Es folgten jahrelange ergebnislose Diskussionen, bis schließlich Albert Bechtold im September 1928 unter Protest gegen die „unsachlichen und ganz unkünstlerischen Einflüsterungen einer unverantwortlichen Aufdränglichkeit“ drei neue Entwürfe lieferte. Im November 1928 erhielt der Bürgermeister Lustenaus eine anonyme Zuschrift, in der konkrete Schritte zum Bau eines Denkmals gefordert werden, andernfalls die Denkmalfrage zu einem Wahlkampfthema gemacht werden würde. Obwohl sich drei eigens hinzugezogene Sachverständige im Dezember 1928 für andere Entwürfe aussprachen, gab nach weiteren Verzögerungen die Gemeinde Lustenau im Mai 1931 das Motiv der trauernden Frau in Auftrag.
Am 17. Juli 1932 wurde das Lustenauer Kriegerdenkmal in einem feierlichen Akt enthüllt und geweiht. Um auch der Gefallenen des Zweiten Weltkrieges zu gedenken, wurden 1953 weitere Namenstafeln an den vier Ecksäulen des Sockels angebracht. Am 9. November 2013, dem 75. Jahrestag der Reichspogromnacht, wurde am Fuße des Kriegerdenkmals eine Gedenkstätte für die Opfer der nationalsozialistischen Diktatur in Lustenau enthüllt.